# Westroads Mall

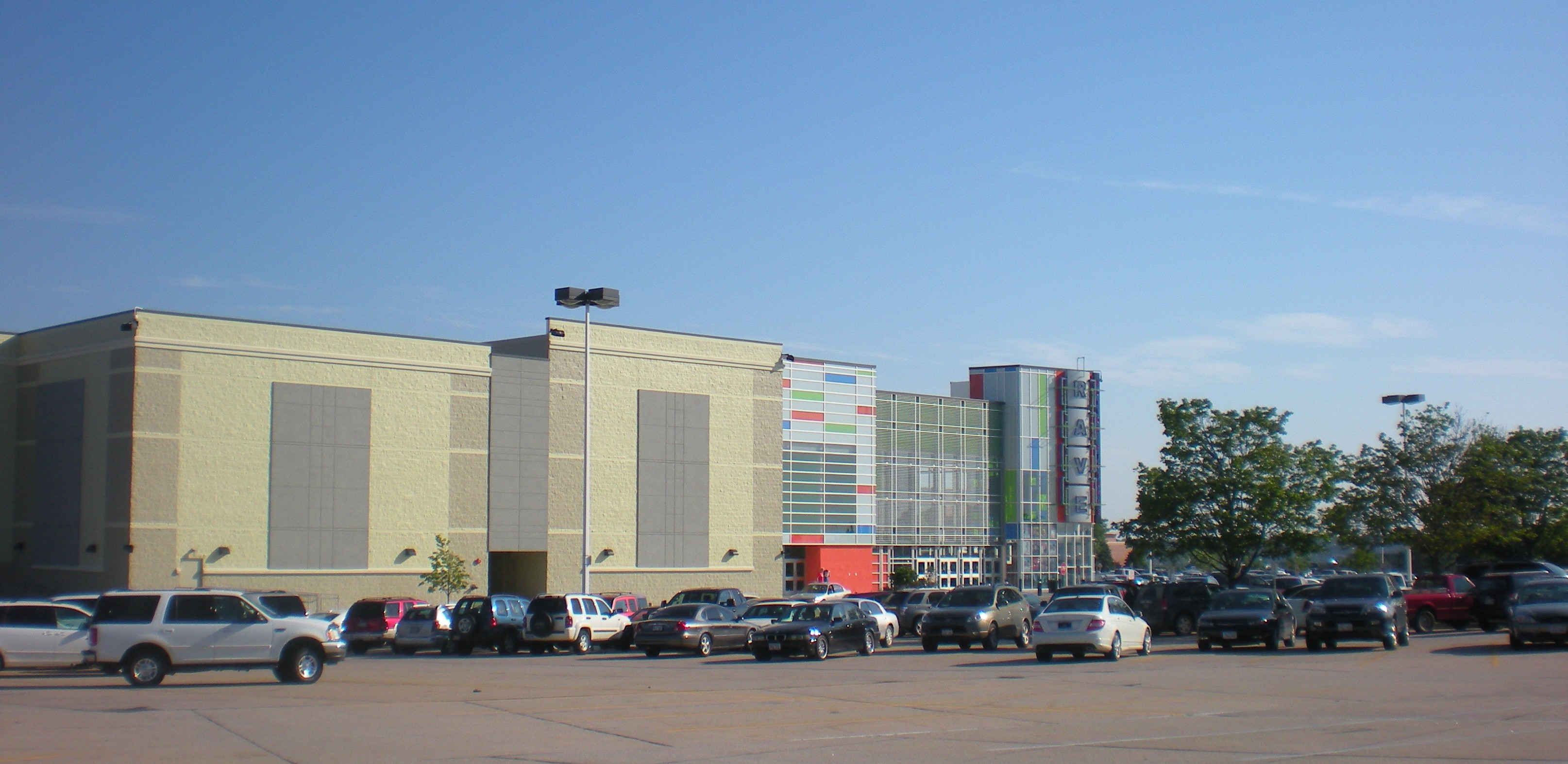
Westroads Mall Omaha

Westroads Mall é um shopping center localizado em Omaha, no leste do estado de Nebraska, com 135 lojas e uma visita anual de 14,5 milhões de pessoas.
O shopping ficou conhecido internacionalmente no dia 5 de novembro de 2007, quando Robert A. Hawkins entrou no local armado com rifre, matando 8 e ferindo 5 a tiros durante 6 minutos, que depois se matou.